# 钱远坤
钱远坤（1964年10月25日—），湖北天门人，中华人民共和国政治人物。曾任中共湖北省委副秘书长、随州市委书记等职务。

## 生平
1980年9月，钱远坤前往湖北农学院学习，主攻植物保护专业，1983年7月毕业后，历任天门广播电台编辑记者，天门市人民政府办公室副科长、科长，天门市委办公室政研员。1992年6月，历任天门市九真镇党委副书记、镇长，黄潭镇党委书记、人大主席。1998年12月，历任天门市副市长，市委常委、政府副市长，市委副书记（2002年1月至2002年12月兼任天门市财政局局长）。2006年8月，任中共神农架林区党委副书记、人民政府区长。2009年4月，任中共神农架林区党委书记。2013年4月，任湖北省旅游局局长。2016年1月，任湖北省旅游发展委员会主任。
2008年，当选第十一届全国人民代表大会湖北地区代表。
2017年5月任中共湖北省委副秘书长，省委农工部、省委财经办（农办）主任，2018年7月任湖北省委全面深化改革委员会办公室兼省委财经委员会办公室主任，2020年10月任中共隨州市委書記，2024年11月卸任。